# XBLite
XBLite, desarrollado por David Szafranski, es un vástago del lenguaje de programación de XBasic. El recompilador de XBLite traduce el código fuente al lenguaje ensamblador. De este modo, las herramientas convencionales construyen un archivo ejecutable o una DLL . El recompilador de XBLite trabajará en todas las plataformas de Windows incluyendo Win98, el NT, 2000, y XP. 
XBLite es el "hermano pequeño" de XBasic. XBasic fue desarrollado para ser utilizado bajo MS-WINDOWS y LINUX. En 2000, se hizo el lenguaje, el recompilador, y el PDE enteros libremente disponible bajo la licencia de Open Source GPL. El lenguaje en sí mismo de XBasic no se ha alterado, así que los programas de consola desarrollados en XBasic funcionarán idénticamente en XBLite. El recompilador de XBLite también se lanza bajo la misma licencia de Open Source GPL.